# Секст Тиций (народный трибун 99 года до н. э.)
Секст Ти́ций (лат. Sextus Titius; умер после 98 года до н. э.) — римский политический деятель и оратор, народный трибун 99 года до н. э. Принадлежал к политическому течению популяров.

## Биография
Секст Тиций был избран народным трибуном вместе с Луцием Аппулеем Сатурнином на 99 год до н. э. В самый первый день трибуната (10 декабря 100 года до н. э.) Сатурнин и ещё один член коллегии, Луций Эквиций, были убиты сторонниками сенатской аристократии. Тиций в связи с этими событиями не упоминается. При этом позже он, по словам А. Короленкова и Е. Смыкова, «выступил в качестве настоящего политического наследника Сатурнина». Секст выдвинул аграрный законопроект, сделавший его очень популярным у плебса, и добился его принятия, несмотря на сопротивление других трибунов и консула Марка Антония Оратора. Впрочем, коллегия авгуров вскоре отменила этот закон как принятый неправильно.
В следующем году (98 до н. э.) Тиций был привлечён к суду за хранение у себя дома изображения Сатурнина и осуждён. Он ушёл в изгнание и после этого не упоминается в сохранившихся источниках.
Британский учёный-антиковед Т. Уайзмен предполагает наличие семейно-родственных связей между Секстом Тицием и квестором 43 года до н. э. Экстицием, называя народного трибуна 99 года до н. э. «пращуром» последнего.

## Характеристика личности
Марк Туллий Цицерон называет Секста Тиция «человеком весьма говорливым и довольно умным», при этом уточняя: «У него были такие развязные и изнеженные движения, что тогда появилось даже нечто вроде танца под названием „Тиций“». Существует мнение, что именно народного трибуна 99 года до н. э. имел в виду Цицерон, когда упоминал некоего Тиция как «славного игрока в мяч».
Немецкий исследователь Теодор Моммзен охарактеризовал Секста Тиция на основе упоминаний у Цицерона как «Алкивиада в карикатуре, более сильного в танцах и игре в мяч, чем в политике; главный его талант заключался в том, что он разбивал по ночам статуи богов на улицах». Российские исследователи А. Короленков и Е. Смыков полагают, что для характеристики личности Тиция недостаточно данных.